# Anagonia grisea
Anagonia grisea là một loài ruồi trong họ Tachinidae.